# Lagneau Brumvert
Lagneau Brumvert (* 13. September 1974) ist ein Fußballspieler von den Turks- und Caicosinseln.

## Spiele für die Nationalmannschaft
Brumvert spielte für die Turks- und Caicosinseln am 24. Februar 1999 im ersten offiziellen Länderspiel gegen die Bahamas im Zuge der Qualifikation zum CONCACAF Gold Cup 2000, er wurde für Joseph Agenor eingewechselt. Die Bahamas gewann mit 3:0.
Bei einem der seltenen Siege der Turks- und Caicosinseln war Brumvert im Einsatz: Am 7. Februar 2008 errangen sie einen 2:1-Sieg gegen St. Lucia.
Sein bisher letztes Spiel absolvierte Brumvert am 2. Juli 2011 gegen die Bahamas, die Turks- und Caicosinseln verloren 0:4.